# فرودگاه بایپورت

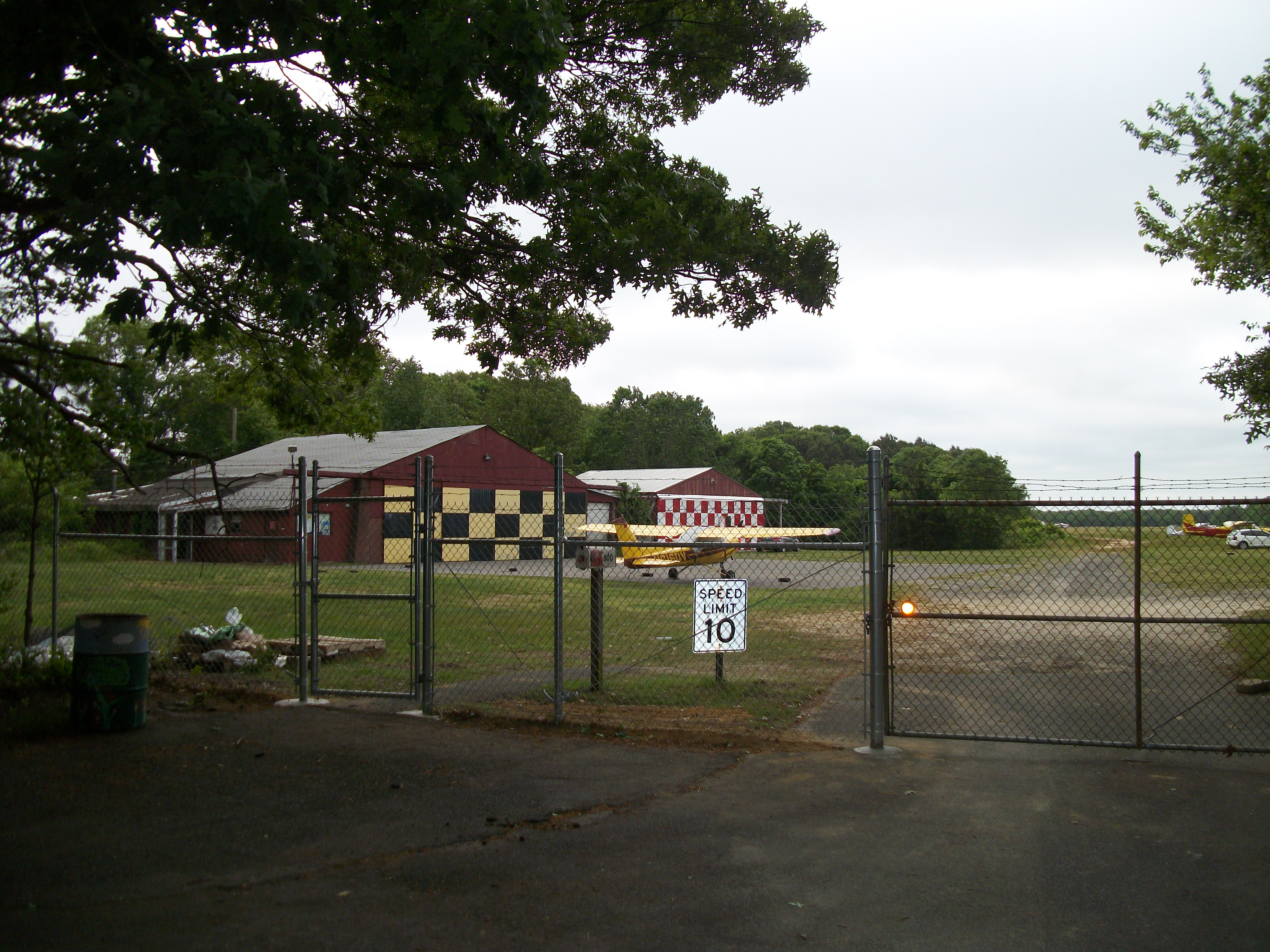
نمایی از فرودگاه بایپورت

فرودگاه بایپورت (به انگلیسی: Bayport Aerodrome) یک فرودگاه همگانی است که یک باند فرود چمن دارد و طول باند آن ۸۳۵ متر است. این فرودگاه در کشور ایالات متحده آمریکا قرار دارد و در ارتفاع 12(estimated) متری از سطح دریا واقع شده‌است.